# Lucy Mafra
Lucy Alves Gouvea ou Lucy Alves Mafra Trindade, mais conhecida como Lucy Mafra (Rio de Janeiro, 27 de setembro de 1954 — Vassouras, 5 de dezembro de 2014), foi uma atriz, diretora de teatro, cantora, produtora teatral, figurinista, garota-propaganda e professora de interpretação brasileira. Iniciou a carreira no teatro de rua, sendo conhecida no meio artístico por seu trabalho com o grupo teatral carioca "Tá na Rua".

## Biografia
Após ser acusada de roubar a bolsa de colegas de elenco na TV Globo, seu contrato com a emissora foi rompido e a atriz seguiu exercendo seu ofício apenas no teatro, residindo em Vassouras com sua mãe, Geny Gouvea. Após o falecimento da matriarca, Lucy ficou sem ter onde morar, o que a levou a uma intensa depressão. A doença fez com que Lucy fosse internada, o que a deixou debilitada, precisando de ajuda para se locomover. No dia 27 de novembro de 2014, foi transferida para um Centro de Tratamento Intensivo até que, uma semana depois, em 5 de dezembro de 2014, faleceu com falência múltipla de órgãos, pneumonia, insuficiência respiratória e neoplasia de pulmão, aos 60 anos.
Lucy Mafra fez diversas participações em filmes, além de telenovelas, séries e minisséries da Rede Globo. Segundo sua enteada, Andrea Neves Schiavo Mafra, a autora de telenovelas Thelma Guedes teria escalado Mafra para um papel em Joia Rara, mas desistiu ao constatar que o nome da atriz tinha restrição na Globo.

## Carreira

### Na televisão
| Ano  | Título                                     | Personagem                            |
| ---- | ------------------------------------------ | ------------------------------------- |
| 1980 | Água Viva                                  | Enfermeira                            |
| 1981 | Baila Comigo                               | Secretária                            |
| 1982 | Caso Verdade                               | Camélia (Ep: "Por Uma Fresta de Sol") |
| 1984 | Partido Alto                               | Andréia                               |
| 1988 | Bebê a Bordo                               | mulher que Seu Tico conhece num bar   |
| 1990 | Escolinha do Professor Raimundo            | Dona Candoquinha                      |
| 1992 | De Corpo e Alma                            | Tiana                                 |
| 1994 | Pátria Minha                               | Denise                                |
| 1995 | A Próxima Vítima                           | Alcina                                |
| 1995 | Engraçadinha... Seus Amores e Seus Pecados | Assunta                               |
| 1996 | Quem É Você?                               | Mara                                  |
| 1997 | Por Amor                                   | Santa                                 |
| 1999 | Sandy & Junior                             | Dona Xênia                            |
| 2000 | Malhação 2000                              | Simone                                |
| 2001 | Estrela-Guia                               | Tânia                                 |
| 2001 | O Clone                                    | Valéria                               |
| 2003 | Chocolate com Pimenta                      | Venúsia                               |
| 2003 | Kubanacan                                  | Nadine                                |
| 2004 | Senhora do Destino                         | vizinha de Rita                       |
| 2005 | Hoje é Dia de Maria                        | Fofoqueira                            |
| 2005 | América                                    | Claudete                              |

### No cinema
| Ano  | Título                      | Personagem                 |
| ---- | --------------------------- | -------------------------- |
| 1977 | Os Amores da Pantera        |                            |
| 1978 | O Cortiço                   | Leoni                      |
| 1978 | O Gigante da América        |                            |
| 1978 | Reformatório das Depravadas | Solange                    |
| 1979 | Eu Matei Lúcio Flávio       | Verinha                    |
| 1983 | Gabriela, Cravo e Canela    | Sinhazinha Guedes Mendonça |